# Emil von Glisczynski
Karl Emil von Glisczynski (* 26. Dezember 1804 in Wesel; † 14. Oktober 1885 in Potsdam) war ein preußischer Generalleutnant.

## Leben

### Herkunft
Emil war ein Sohn von Georg Ernst von Glisczinski (1757–1827) und dessen Ehefrau Sophie Juliane, geborene von Goldbeck (1770–1814). Sein Vater war preußischer Kapitän a. D. und während des Ersten Koalitionskrieges am Rhein mit dem Orden Pour le Mérite ausgezeichnet worden. Im Vierten Koalitionskrieg wurde er 1806 bei Lübeck schwer verwundet und zog sich danach auf sein Gut Gustow zurück. Der Generalleutnant Hans August von Glisczinski (1803–1886) war sein Bruder.

### Militärkarriere
Glisczynski besuchte das Berliner Kadettenhaus und wurde anschließend am 13. Oktober 1822 als Portepeefähnrich dem 16. Infanterie-Regiment der Preußischen Armee überwiesen. Er avancierte Mitte April 1823 zum Sekondeleutnant und absolvierte 1826/29 zur weiteren Ausbildung die Allgemeine Kriegsschule. Von 1830 bis 1835 war Glisczynski als Lehrer an die Divisionsschule der 14. Division tätig, wurde Mitte Januar 1835 Premierleutnant und von 1836 bis 1839 zum Topographischen Büro kommandiert. Am 20. Juli 1843 stieg er zum Kapitän und Kompaniechef auf. Anschließend wurde er am 25. Januar 1850 mit der Führung des III. Bataillons im 16. Landwehr-Regiment in Meschede beauftragt und am 25. April 1850 unter Beförderung zum Major zum Bataillonskommandeur ernannt. Anlässlich des Verfassungskonflikts nahm Glisczynski mit seinem Bataillon vom 20. November 1850 bis zum 3. Februar 1851 an der Besetzung Kurhessens teil, um die alte Ordnung wieder herzustellen. Nach seiner Beförderung zum Oberstleutnant kehrte er am 26. Januar 1856 als Kommandeur des Füsilier-Bataillon in sein Stammregiment zurück.
Unter Stellung à la suite beauftragte man Glisczynski am 26. Juni 1858 zunächst mit der Führung des 29. Infanterie-Regiment in Trier und ernannte ihn am 28. November 1838 als Oberst zum Regimentskommandeur. Als solcher erhielt er am 3. Oktober 1859 den Roten Adlerorden III. Klasse mit Schleife. Am 18. Oktober 1861 wurde er unter Beförderung zum Generalmajor zu den Offizieren von der Armee versetzt und am 11. März 1862 zum Kommandeur der 18. Infanterie-Brigade ernannt. In gleicher Eigenschaft erfolgte am 9. Januar 1864 seine Versetzung zur 6. Infanterie-Brigade. Während der Polnischen Unruhen war er vom 9. Januar bis zum 9. Juli 1864 als Befehlshaber zur Grenzbewachung im Regierungsbezirk Bromberg kommandiert. Unter Verleihung des Charakters als Generalleutnant erhielt Glisczynski am 9. August 1864 seinen Abschied mit Pension.
Während des Deutschen Krieges wurde er wiederverwendet und vom 22. Juni bis zum 15. September 1866 als Kommandant von Leipzig eingesetzt. Er starb am 14. Oktober 1885 in Potsdam.

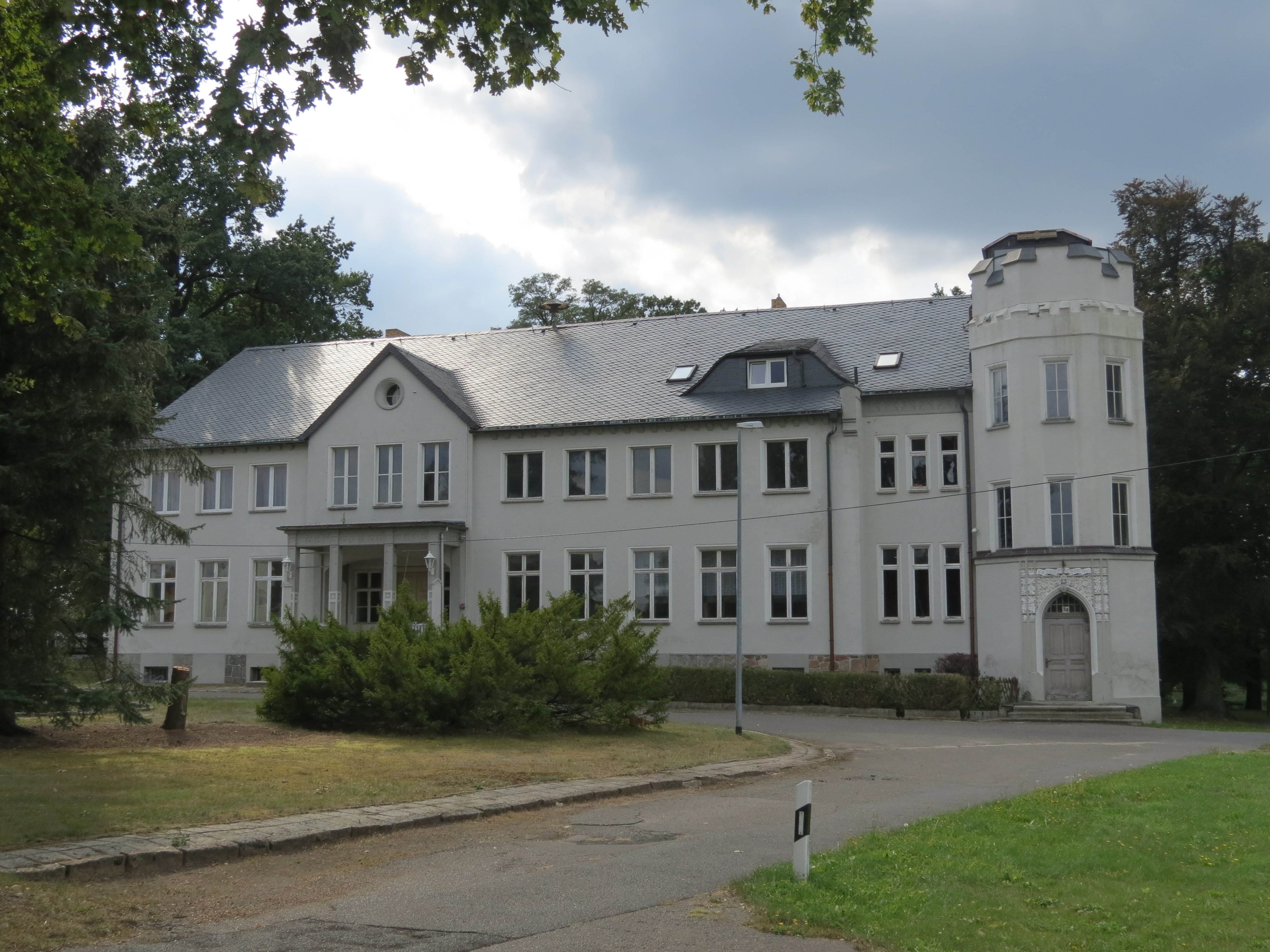
Herrenhaus Klein Loitz b. Spremberg, Gut des jüngsten Sohn Hans von Glisczynski

### Familie
Glisczynski heiratete am 28. Mai 1839 in Iserlohn Wilhelmine Anna Maria Graeff (1815–1880), eine Tochter des Rentiers Johann Wilhelm Graeff aus Düsseldorf. Das Paar hatte mehrere Kinder:
- Amalie Emilie (1840–1921)
- Emil Hans Carl (1841–1849)
- Albertine Friederike (1842–1846)
- Antonie Wilhelmine Luise (1849–1880) ⚭ 1877 Robert Wilkins († 1883), Rittmeister a. D.
- Max Ludwig (1844–1846)
- Georg Ernst (1849–1911) ⚭ 1876 Anna Laurens (1850–1927)
- Bertha Rosina Ottilie (* 1851)
- Eugen Maria (*/† 1852)
- Hans Georg (1854–1917), Herr auf Klein Loitz ⚭ 1884 Bertha Johanna Anna Ella Wilkins (1864–1923)

Das Gut Klein Loitz führte der Enkel Hans von Glisczynski (1885–1917) weiter, respektive dann dessen Ehefrau Ilse von Glisczynski, geb. von Dobschütz-Döbern (1895–1957).